# Грушовець
Грушовець (пол. Gruszowiec) — село в Польщі, у гміні Добра Лімановського повіту Малопольського воєводства.
Населення — 449 осіб (2011).
У 1975-1998 роках село належало до Новосондецького воєводства.

## Демографія
Демографічна структура станом на 31 березня 2011 року:
|          | Загалом | Допрацездатний вік | Працездатний вік | Постпрацездатний вік |
| -------- | ------- | ------------------ | ---------------- | -------------------- |
| Чоловіки | 228     | 58                 | 152              | 18                   |
| Жінки    | 221     | 57                 | 120              | 44                   |
| Разом    | 449     | 115                | 272              | 62                   |